# Окупація 101
«Окупація 101: Голос заглушеної більшості» (англ. Occupation 101: Voice of the Silenced Majority) — документальний фільм авторів, продюсерів та режисерів Суфіяна Омеїша та Абдаллаха Омеїша. На фоні документального відеоряду, оповідь веде Елісон Вейр, засновниця некомерційної організації Якби американці знали, що фокусується на ізраїльсько-палестинському конфлікті та зовнішній політиці Сполучених Штатів щодо Близького Сходу, пропонуючи аналіз американських засобів масової інформації про ці сучасні проблеми.

## Сюжет
"Окупація 101" фокусується на процесах ізраїльської окупації на Західному березі та в секторі Газа, а також обговорюються історичні події від підйому сіонізму до другої Інтифади та Ізраїльського одностороннього плану розмежування, висвітлюючи свою перспективу через десятки інтерв'ю, які ставлять під сумнів популяризований характер Ізраїльсько-Американські відносин, зокрема, ізраїльську військову окупацію Західного берега та сектора Гази, а також етику участі США у фінансовій допомозі.
Сам фільм, крім документальної відеохроніки, включає в себе інтерв'ю з основними американськими та ізраїльськими вченими, релігійними лідерами, гуманітарними працівниками та представниками неурядових організацій, з яких більше половини є євреї, які критикують несправедливість та порушення прав людини, що випливають із політики Ізраїлю на Західному березі, в Східному Єрусалимі та сектора Газа

## Інтерв'ю з відомими людьми
Весь список опублікованих інтерв'ю:
- Dr. Albert Aghazarian, Director of Public Relations at Birzeit University, Palestinian Armenian
- Ambassador James E. Akins, Former U.S. Ambassador to Saudi Arabia
- Rabbi Arik Ascherman, Rabbis for Human Rights (Israeli group)
- Dr. William Baker (theologian), Christians and Muslims for Peace
- Bishop Allen Bartlett, Jr., Diocese of Washington
- Phyllis Bennis, Institute for Policy Studies, and co-chair of the U.S. Campaign to End the Israeli Occupation
- Peter Boukaert, Director of Emergencies at Human Rights Watch
- Sharon Burke, Former Advocacy Director of Amnesty International
- Professor Noam Chomsky, linguist, MIT Professor.
- Father Drew Christiansen, United States Catholic Conference
- Cindy and Craig Corrie, parents of the late solidarity activist Rachel Corrie
- Douglas Dicks, Catholic Relief Services in Jerusalem, outreach program director
- Richard Falk, 2001 United Nations Fact-finding Commission in the West Bank and Gaza
- Paul Findley. U.S. Congressman, 1961–1983
- Thomas Getman, World Vision International
- Neta Golan, Israeli co-founder of International Solidarity Movement
- Jeff Halper, Israeli Committee Against House Demolitions
- Amira Hass, Israeli journalist, Haaretz
- Doug Hostetter, Fellowship of Reconciliation
- Kathy Kamphoefner, Christian Peacemaker Team
- Adam Keller, Gush Shalom, Israeli Peace Group
- Hava Keller, Woman's Organization for Political Prisoners (Israeli group)
- Professor Rashid Khalidi, School of International and Public Affairs, Columbia University
- Peretz Kidron, Israeli journalist, Yesh Gvul (Israeli peace group)
- Rabbi Michael Lerner, Founder & editor-in-chief of Tikkun magazine
- Rabbi Rebecca Lillian, Jewish Alliance for Justice and Peace
- Roger Normand, Center for Economic and Social Rights
- Allegra Pacheco, Israeli human rights lawyer
- Professor Ilan Pappe, Israeli historian – University of Haifa (now University of Exeter)
- Dr, Iyad Sarraj, Prominent Palestinian psychiatrist
- Yael Stein, B'Tselem, Israeli human rights group
- Gila Svirsky, Coalition of Women for a Just Peace, Israeli
- Ambassador Edward Walker, Former U.S. Ambassador to Israel
- Alison Weir, Founder of If Americans Knew

## Нагороди
Фільм завоював кілька нагород з різних кінофестивалів.
- Winner of the "Golden Palm" Award (highest honor given by jury) and for "Best Editing" at the 2007 International Beverly Hills Film Festival.[6][7]
- Winner of the 'Artivist Award' for Best Feature Film under the category of Human Rights at the 2006 Artivist Film Festival & Awards in Hollywood.
- Winner of the Best Documentary Award (Special Recognition) at the 2007 New Orleans International Human Rights Film Festival.
- Winner of the Best Feature Film Award at the 2006 River's Edge Film Festival.[8]
- Winner of the Best Documentary Feature Award at 2006 The Dead Center Film Festival.
- Winner of the Audience Award for Best Documentary at 2006 East Lansing Film Festival.
- Winner of the John Michaels Memorial Award at the 2006 Big Muddy Film Festival.